# Нижня Польська брама
Нижня Польська брама — один з в'їздів до Старого міста Кам'янця-Подільського, Україна. 

## Розташування
Нижня Польська брама розташована у каньйоні річки Смотрич і була одним з двох в'їздів до Старого міста Кам'яниця на Поділлі. Дорога від неї вела до Верхньої Польської брами. Комплекс брами складався з Надбрамної башти з Барбаканом, вартівнею, прискельним казематом та розташованою над ними Наскельною баштою. Прибережний мур вів до Великої Прибережної башти. Від неї до прилеглої скелі каньйону йшов мур з проїзною брамою, а через русло Смотрича до протилеглої скелі каньйону йшла казематна куртина з двома шлюзами на ріці і баштами Малою Прибережною і Настінною. Комплекс брами знаходився за 600 м від Замкового мосту. найдавніші частини брами існували на 1470-і роки. До комплексу Нижньої Польської брами відносять башту Захаржевську, що знаходилась на скелі на певній віддалі від неї та виконувала роль спостережного пункту понад бродом через Смотрич на дорозі з Польських фільварків. 

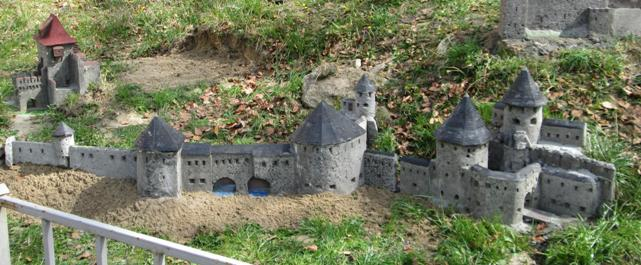
Макет Нижньої польської брами у Парку замків і оборонних споруд України у Львові. Автор Качор І., Качор Л. О.

Нижня Польська брама була кардинально реконструйована у XVIII ст., коли стару дорогу від броду до брами визнали недостатньо захищеною і потенційно небезпечною для оборони міста. Тоді дорогу на Польських фільварках продовжили майже до брами, облаштувавши проїзд у березі каньйону та звівши міст понад руслом Смотрича. У стіні Прибережного муру вимурували новий в'їзд до внутрішнього двору брами. Тоді проїзд через брами Барбакану і Надбрамної башти втратив своє значення. На 1834 р. рештки шлюзів, двох Прибережних башт були частково розібрані і згодом засипані землею при піднятті рівня дороги та будівництві нового мосту через Смотрич, розміщення якого збережено у сучасній споруді. Надбрамна башта була віднайдена у 1960-х роках і реставрована 1980 р., але її дах згорів 1994 р. На початку 2009 р. частина башти обвалилась. Башта була відновлена з відхиленнями відтворенні її автентичних форм (готична форми арки проїзду, розташування і розмір бійниць).

## Галерея

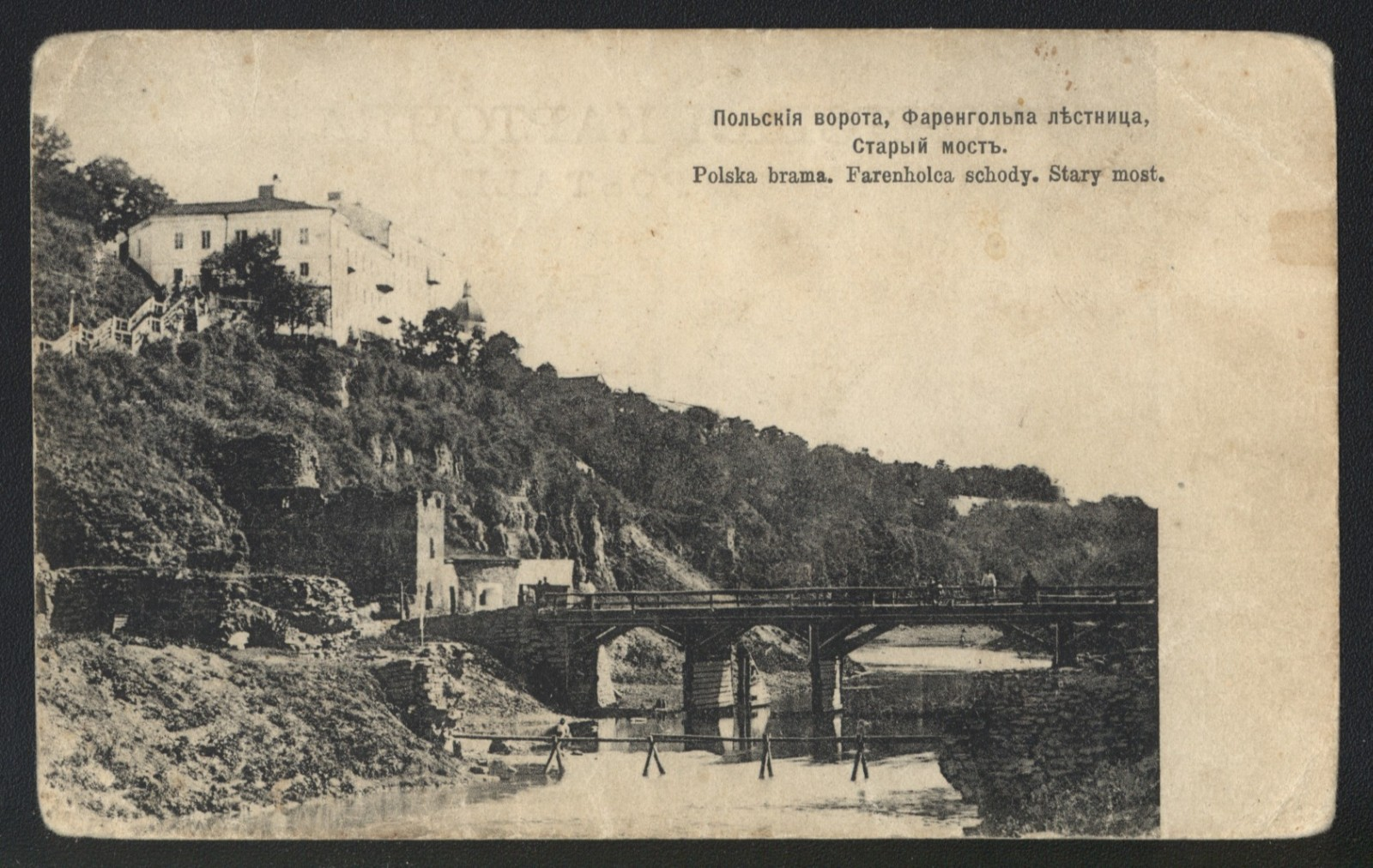
Польська Брама
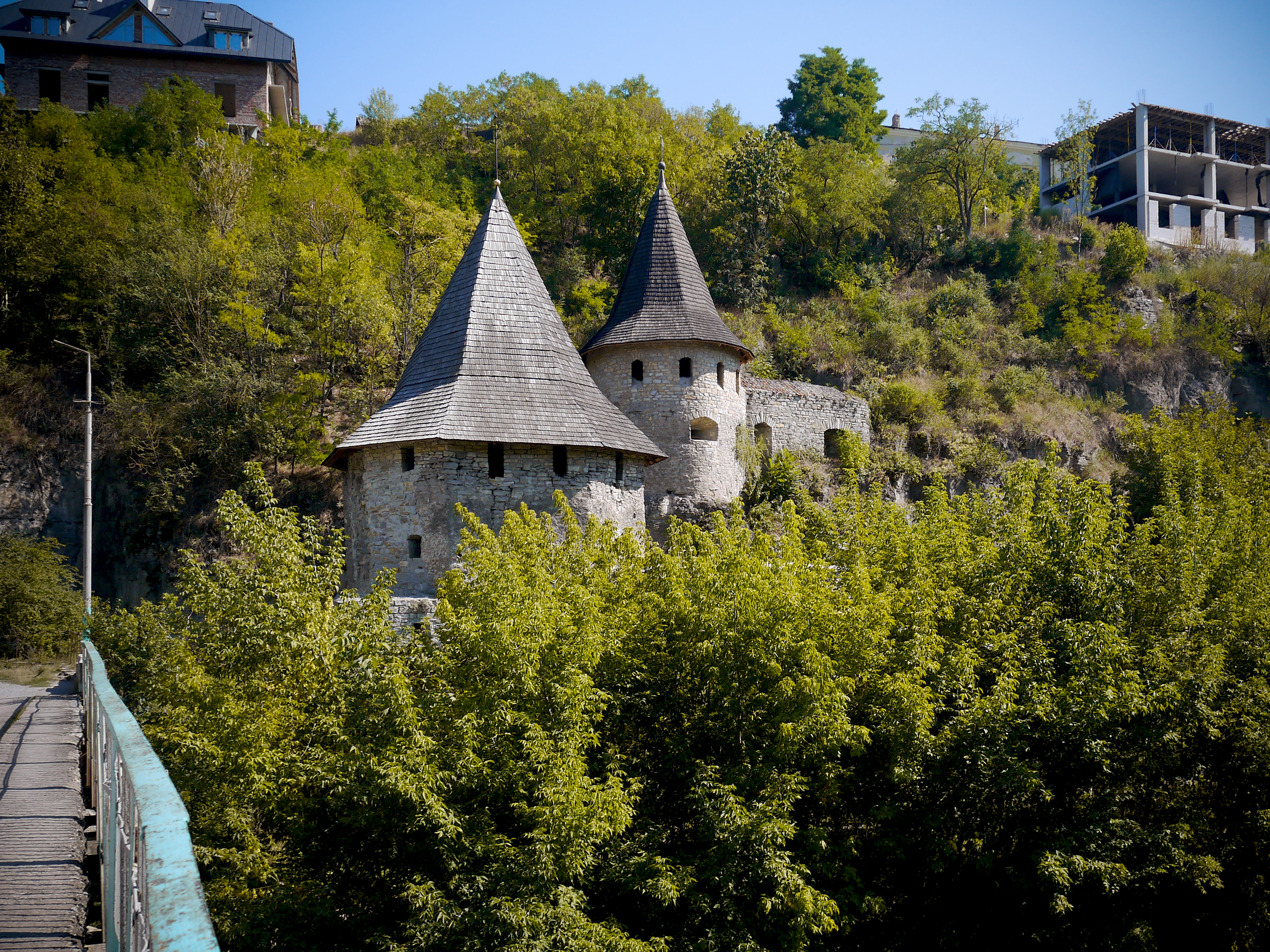
Комплекс споруд Польської брами
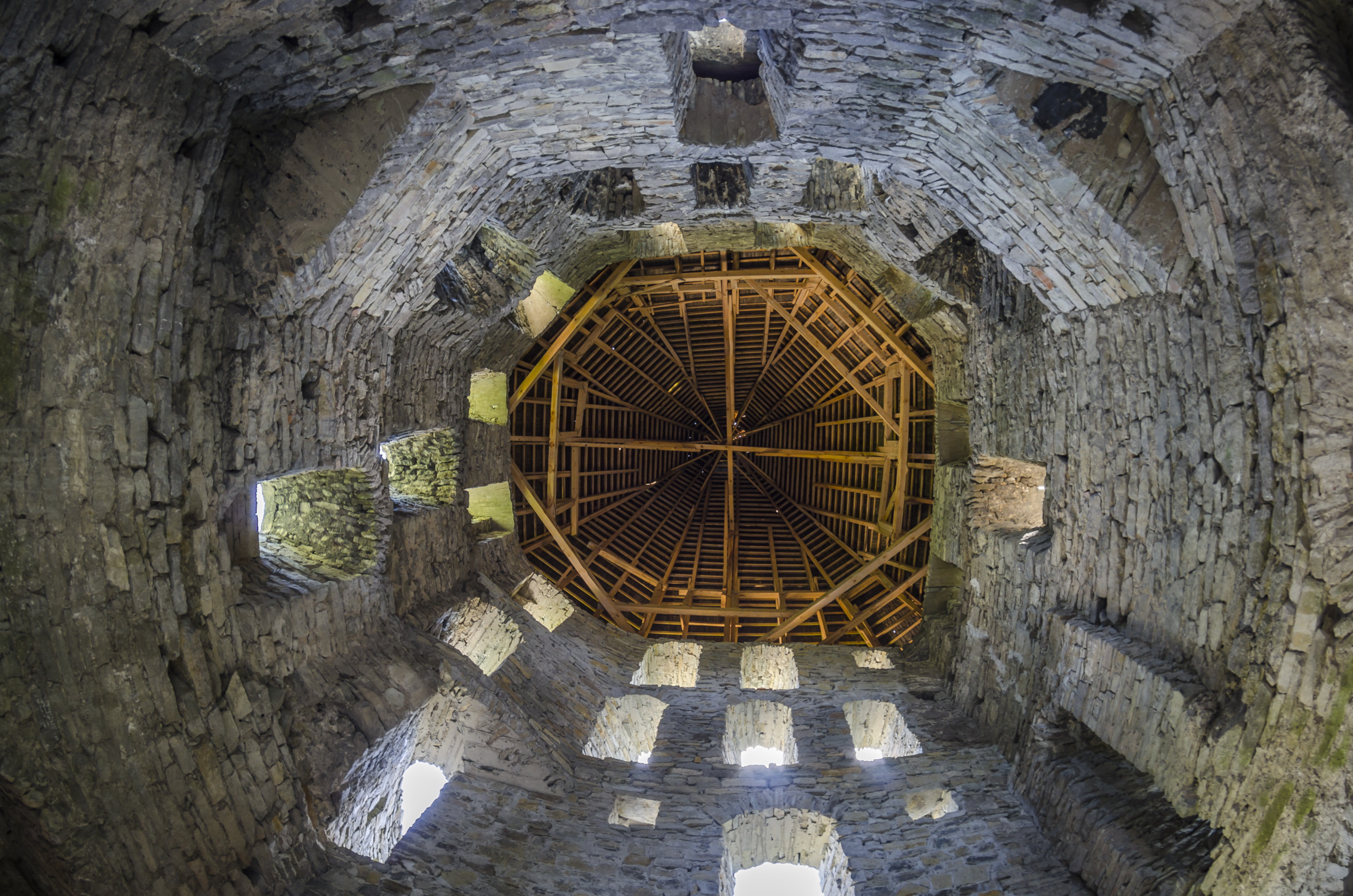
Польська брама вид в середині